# Place Saint-Michel (Liège)
Pour l’article homonyme, voir Place Saint-Michel.
La place Saint-Michel est une place du centre de Liège (Belgique). Elle se situe le long de la rue Haute-Sauvenière et à proximité du boulevard de la Sauvenière.

## Odonymie
L'endroit où se situe la place actuelle a été pendant de nombreux siècles partiellement occupé par l'église Saint-Michel En-Sauvenière créée au IXe siècle ou au XIe siècle, détruite puis reconstruite à la fin du XVIIe siècle et finalement démolie vers 1824.

## Description
Cette place piétonne et pavée sert néanmoins de parking pour quelques voitures. Un imposant hêtre pourpre domine la place qui occupe la partie haute de l'îlot Saint-Michel et débouche sur la rue Haute-Sauvenière, ancienne voirie en côte.

## Patrimoine classé
La place possède deux anciens hôtels particuliers parmi les plus remarquables de la ville de Liège. Ils font l'objet d'un classement :
- l'hôtel Desoër de Solières érigé entre 1556 et 1568[2].
- l'hôtel de Bocholtz bâti entre 1561 et 1563[3].

## Activités
Depuis 2003,  l'Hôtel Desoër de Solières abrite un Espace Wallonie, lieu de renseignements, d'expositions et d'animation de la Région wallonne.

### Source et lien externe
- Claude Warzée, « L'îlot Saint-Michel », sur Histoires de Liège, 13 mars 2014 (consulté le 20 octobre 2019)